# Lionel Escombe
Lionel Hunter Escombe est un joueur britannique de tennis né en mars 1876 au Natal (actuelle province d'Afrique du Sud) et décédé le 15 octobre 1914 à Brentford au Royaume-Uni. Double 1/4 de finaliste à Wimbledon et 1/2 finaliste en double aux Jeux olympiques.

## Carrière
En 1900 en quarts de finale du tournoi du Queen's il est éliminé sèchement par le champion Arthur Gore 0-6, 0-6, 0-6.
- 1901 Demi-finale aux Championnats Européens à Paris
- 1902 Demi-finale au Tournoi du Queen's
- 1902 Demi-finale aux championnats britannique indoor (et 1905)
- 1904 Demi-finale à Le Touquet
- 1906 Demi-finale au Tournoi du Queen's en salle
- 1907 Demi-finale aux Championnats du Kent
- 1907 Quart de finale au tournoi de Wimbledon, perd contre Wilberforce Eaves (6-0, 4-6, 6-3, 1-6, 6-3)
- 1909 Quart de finale au tournoi de Wimbledon, perd contre Herbert Barrett (4-6, 7-5, 11-9, abandon)[1]

En double, aux Jeux olympiques de 1908 il finit 4e avec Josiah Ritchie.